# Woman in a Dressing Gown
Woman in a Dressing Gown is een Britse dramafilm uit 1957 onder regie van J. Lee Thompson. Destijds werd de film in Nederland uitgebracht onder de titel Pad der verleiding.

## Verhaal
Jim Preston is een man op middelbare leeftijd. Hij wordt bij zijn slonzige vrouw Amy weggetrokken door Georgie Harlow, een aantrekkelijke jonge vrouw op zijn kantoor. Jim wil scheiden, maar hij gaat twijfelen over die beslissing, omdat hij zijn zoon Brian begint te missen.

## Rolverdeling
| Acteur            | Personage         |
| ----------------- | ----------------- |
| Yvonne Mitchell   | Amy Preston       |
| Anthony Quayle    | Jim Preston       |
| Sylvia Syms       | Georgie Harlow    |
| Andrew Ray        | Brian Preston     |
| Carole Lesley     | Hilda Harper      |
| Michael Ripper    | Pandjesbaas       |
| Nora Gordon       | Mevrouw Williams  |
| Marianne Stone    | Kapster           |
| Olga Lindo        | Bazin             |
| Harry Locke       | Wijnhandelaar     |
| Max Butterfield   | Harold            |
| Roberta Woolley   | Christine         |
| Melvyn Hayes      | Krantenjongen     |
| Cordelia Mithcell | Dochter van Hilda |